# Vladimir Alekseevič Ivanov
Vladimir Alekseevič Ivanov (in russo Владимир Алексеевич Иванов?; San Pietroburgo, 3 novembre 1886 – Teheran, 19 giugno 1970) è stato un iranista e islamista russo vissuto in epoca sovietica.
Noto anche come Wladimir Ivanow, fu un pioniere degli studi riguardanti l'Ismailismo.

## Biografia
Figlio d'un medico militare, trascorre la sua infanzia a San Pietroburgo e a Mosca. Consegue la medaglia d'oro del Liceo di San Pietroburgo, dove studiava, nel 1907. Dal 1907 al 1911, segue i corsi della prestigiosa Facoltà di Lingue orientali di San Pietroburgo. Dopo aver imparato l'arabo, Vladimir Ivanov si specializza infine nello studio dei dialetti persiani. Nel 1910 effettua il suo primo viaggio in Persia per perfezionarvi le sue conoscenze. Alla fine dei suoi studi e fino al 1914, lavora per la filiale della Banca di Russia in Persia. Approfitta di questo soggiorno in Persia per interessarsi di poesia popolare nel Khorasan e in altre regioni. Tali ricerche saranno oggetto di alcuni suoi articoli comparsi nel 1920.
Nel 1914, presenta le sue dimissioni dalla Banca di Russia e torna a San-Pietroburgo, dove entra nel Museo imperiale dell'Asia dell'Accademia delle Scienze di San Pietroburgo. Nel 1915 è inviato a Bukhara per raccogliervi manoscritti. È l'inizio di una passione da codicologo e del suo interesse per l'Ismailismo per il tramite di vari manoscritti.
Nel 1918, Vladimir Ivanov è nuovamente inviato in Asia centrale per arricchire la collezione di manoscritti (detta "di Bukhara") del museo di San Pietroburgo. Questa missione finisce presto a causa dell'esplodere della rivoluzione bolscevica in Russia, cui egli non prende parte. Decide allora di restare a soggiornare in Persia, dove lavora come interprete per il comandante delle forze anglo-indiane fino al 1920.
Nel 1920 Vladimir Ivanov accompagna le forze anglo-indiane in India, dove egli rimarrà fino al 1928. Il presidente della "Asiatic Society" gli conferisce l'incarico di raccogliere manoscritti persiani. Una prima pubblicazione sull'Ismailismo appare negli Annali della Società nel 1922. Viaggia in Persia e visita per la prima volta il sito di Alamūt e altre piazzeforti ismailite distrutte poi dall'arrivo dei Mongoli. Nel 1930 esaurisce la sua collaborazione con l'"Asiatic Society", per intraprendere la carriera universitaria a Mumbai, dove si concentra totalmente sullo studio dell'Ismailismo. Incontra la comunità dei Khoja che lo mette in contatto con Mohamed Shah Aga Khan III. L'Aga Khan impiega Ivanov per effettuare ricerche sulla storia e la letteratura ismailite.
Ha così la rara opportunità di avere accesso alle collezioni private degli ismailiti indiani, afghani e persiani. Stringe legami con i Bohora (gruppi sciiti ismailiti musta'liani) che gli consentono l'accesso ai loro fondi manoscritti arabi risalenti all'età fatimide. Nel 1933 partecipa alla fondazione dell'Islamic Research Association di Bombay. Nel 1937 scopre le tombe di numerosi Imam nizari ad Anjedan, e a Kahak la cui esistenza sembra non fosse ignota a vari Aga Khan prima ancora della scoperta di Ivanov. Nel 1946, i lavori di Ivanov conducono alla fondazione della Ismaili Society of Bombay.
Nel 1960, Ivanov pubblica la monografia più completa dedicata ad Alamut. Tale studio si poggia sui risultati degli scavi archeologici condotti negli anni 1928-1937 e sui manoscritti. Nel 1959 Ivanov si trasferisce a Teheran, dove concluderà la sua esistenza.
Alla fine degli anni settanta, dopo la morte di Ivanov, i manoscritti in possesso della Ismaili Society of Bombay sono trasferiti all'Istituto di Studi ismailiti di Londra.
Grazie a Ivanov, i Nizari del periodo di Alamut non sono più giudicati sull'estemporanea base della leggenda (sempre negativa) costruita dai loro avversari crociati, né sulle fantasie di Marco Polo, tanto da non poter essere più superficialmente considerati solo come assassini fanatici, dediti alla droga e totalmente proni al volere dispotico e irrazionale del «Vecchio della Montagna».